# Patate alla lionese
Le patate alla lionese (pommes de terre à la lyonnaise) sono un piatto tradizionale francese.

## Storia
Uno dei primissimi tomi che cita le patate alla lionese potrebbe essere Le Cuisiner imperial, scritto nel 1806 del cuoco André Viard. Altri ricettari in cui compare l'alimento includono il Trattato di cucina, pasticceria moderna, credenza e relativa confettureria (1854) di Giovanni Vialardi e il Boston Cooking-School Cook Book (1896) di Fannie Farmer.

## Descrizione
Piatto rustico, nutriente e di semplice preparazione, le patate alla lionese si preparano facendo rosolare separatamente dei tuberi e delle cipolle nel burro che vengono successivamente riunite con prezzemolo. Le patate vengono in genere cotte per un breve lasso di tempo prima di essere fatte saltare in padella.  In alternativa si può saltare un passaggio cuocendole solo in padella.